# Грехов, Игорь Всеволодович
И́горь Все́володович Гре́хов (род. 10 сентября 1934, Смоленск) — советский и российский учёный-физик, специалист в области мощной полупроводниковой электроники и импульсной техники. В течение нескольких десятилетий заведовал лабораторией в ФТИ им. Иоффе РАН в Санкт-Петербурге.
Один из создателей новой отрасли промышленности в СССР — силового полупроводникового приборостроения. Лауреат Ленинской (1966) и двух Государственных (СССР—1987, РФ—2002) премий. Академик Российской академии наук (РАН) с 2008 года.

## Биография
И. В. Грехов родился в 1934 году в семье школьных учителей. Среднюю школу окончил в Симферополе с золотой медалью.
В 1958 году окончил МВТУ им. Баумана в Москве и был распределён на завод «Электровыпрямитель» в Саранск (Мордовская АССР). Там в 1958—1962 годах работал инженером и начальником лаборатории.
В 1962 году переехал в Ленинград. Вся дальнейшая научная биография И. В. Грехова связана с Физико-техническим институтом (ФТИ АН СССР, с 1992 г. ФТИ РАН), где он последовательно занимал должности младшего и старшего научного сотрудника, заведующего сектором, лабораторией мощных полупроводниковых приборов, отделом, отделением. Ныне — главный научный сотрудник.
Кандидатскую диссертацию защитил в 1967 году под руководством академика В. М. Тучкевича, докторскую — в 1974, обе в ФТИ. В 1991 году избран членом-корреспондентом АН СССР, а в 2008 году стал академиком РАН по Отделению энергетики, машиностроения, механики и процессов управления (ОЭММПУ), секция энергетики.
В 1980—1990-е годы читал курс лекций «Основы физики полупроводниковых приборов» студентам Ленинградского политехнического института. Подготовил более 30 кандидатов наук, 10 его учеников впоследствии стали докторами наук. Профессор.
Входил в состав редколлегии журнала «Письма в ЖТФ». Эксперт РАН, член научного совета РАН по комплексной проблеме «Электрофизика, электроэнергетика и электротехника», был участником научно-координационного совета Федеральной целевой программы по развитию НПК России на 2008—2013 гг..
Женат (супруга работала в Русском музее), имеет сына.
В течение почти сорока лет (1962—2000) серьёзно занимался альпинизмом. Кандидат в мастера спорта (1976). Совершил свыше 150 восхождений, в том числе пятой категории сложности (см. о категориях) — 23, первовосхождений — 3, на «семитысячники» — 2. Работал инструктором и участвовал в спасательных работах в горах.

## Научная деятельность
Основные области профессиональных интересов И. В. Грехова — физика полупроводниковых приборов, силовая полупроводниковая электроника, импульсная техника.
В 1960—1975 гг. он был одним из ведущих членов руководимого В. М. Тучкевичем коллектива, создавшего в СССР новую отрасль индустрии — силовое полупроводниковое приборостроение, что позволило радикально снизить энергозатраты во всех энергоёмких сферах.
Последующие выполненные им исследования физических процессов в электронно-дырочной плазме в полупроводниках дали возможность на порядки поднять предельную импульсную мощность приборов. Новые приборы, способные функционировать в диапазоне длительностей от сотен микросекунд до десятков пикосекунд, нашли применение в системах питания мощных лазеров и ускорителей, генераторов направленных импульсов электромагнитного излучения и многих импульсных промышленных технологиях.
Важнейшие мощные импульсные приборы, разработанные под руководством И. В. Грехова:
- Реверсивно-включаемые динисторы (РВД);
- Дрейфовые диоды с резким восстановлением (ДДРВ);
- Субнаносекундные обострители мощных импульсов;
- Интегральные тиристоры с полевым управлением.

Большинство приборов изготавливается на базе кремния, однако ведутся также исследования и разработки приборов на основе карбида кремния и других полупроводниковых материалов.
Учреждённое с участием И. В. Грехова инновационное предприятие «Мегаимпульс» производит генераторы с использованием созданных приборов для российских и зарубежных потребителей.
Среди других работ, проводившихся в разное время в лаборатории, возглавляемой И. В. Греховым, — изучение высокотемпературной сверхпроводимости, сегнетоэлектрической (PZT) памяти, структур металл-диэлектрик-полупроводник с туннельно-тонким диэлектриком, оптоэлектронных систем с пористым кремнием.

## Публикации
И. В. Грехов — соавтор четырёх книг, свыше 600 научных статей и 200 изобретений. Имеет более 4000 цитирований своих научных работ, индекс Хирша — 25 (данные РИНЦ на лето 2024 г.).
Публиковался в журналах Solid-State Electronics, IEEE Transactions on Electron Devices и on Plasma Science, Journal of Applied Physics, УФН и других. В 1975 году на крупном научном форуме IEDM в Вашингтоне представил обзор достижений силовой электроники в СССР того времени. Впоследствии многократно выступал с приглашёнными докладами по сильноточным твердотельным приборам.
Некоторые книги и статьи:
- Грехов И. В., Сережкин Ю. Н. // Лавинный пробой pn-перехода в полупроводниках // Л.: Энергия (1980).
- Грехов И. В., Линийчук И. А. // Тиристоры, выключаемые током управления // Л.: Энергоиздат (1982).
- Тучкевич В. М., Грехов И. В. // Новые принципы коммутации больших мощностей полупроводниковыми приборами. Л.: Наука, 1988.
- Грехов И. В., Месяц Г. А. // Полупроводниковые наносекундные диоды для размыкания больших токов // УФН, т. 175, с. 735—744 (2005) — см. статью.
- Grekhov I.V. // Pulse power generation in nano- and subnano- second range by means of ionizing fronts in semiconductors: the state of the art and future prospects // IEEE Transactions on Plasma Science, 38:5, pp. 1118—1123 (2010) — см. статью.

## Награды и звания
Научная деятельность И. В. Грехова была отмечена премиями и наградами СССР и России:
- Ленинская премия (1966)
- Государственная премия СССР (1987, руководитель работы)
- Государственная премия РФ (2002)
- Премия Правительства РФ (2006, руководитель работы)
- Премия Правительства Санкт-Петербурга (2010)
- Заслуженный изобретатель РСФСР (1975 г.)[8]
- Орден Дружбы народов (1981)
- Орден Почёта (1999)
- Орден Дружбы (2010)

В 2017 году вошёл в шорт-лист (топ-10) премии Глобальная энергия (данную премию, дипломы и ряд других наград присуждает одноимённая ассоциация англ. Global Energy Association, GEA). В 2021 году получил почётный диплом GEA «за выдающийся вклад в развитие электроэнергетики».